# Travaillisme? De toekomst der arbeidersbewegingen in België
Travaillisme? De toekomst der arbeidersbewegingen in België is een non-fictie boek uit 1968, van de Belgische schrijver Lode Hancké.

## Annotatie
Het boek geeft een aantal interviews uit de periode 22 mei 1967 - 12 december 1967 met een aantal belangrijke figuren uit de arbeidersbeweging (en daarbuiten). 
- Pater Servaas Herman Scholl
- Walter Debrock
- Théo Lefèvre
- Vic Thijs
- Jan De Meyer
- Alfons Vranckx
- Herman Deleeck
- Louis Major
- August Cool
- Leo Picard
- Albert Dondeyne
- Lucien De Coninck
- Mgr. Emiel Jozef De Smedt
- Hendrik Fayat
- Paul-Willem Segers
- Jos Van Eynde